# Muzeum kolarstwa Course de la Paix

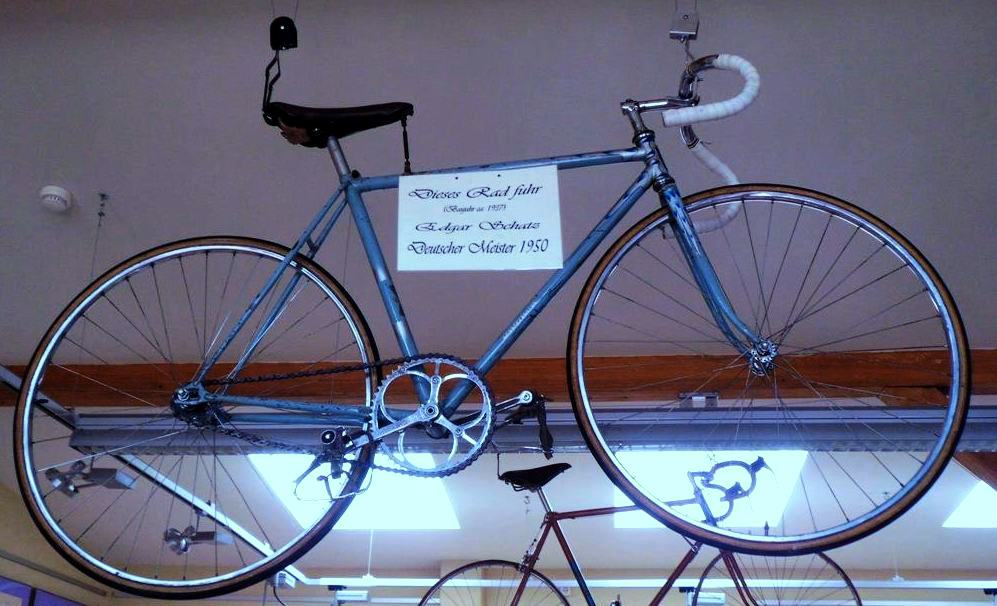
Rower Diamant z 1937 roku Edgara Schatza – eksponat muzeum

Muzeum kolarstwa Course de la Paix (niem. Radsportmuseum Course de la Paix) – muzeum kolarstwa w którym eksponowane są pamiątki Wyścigu Pokoju, usytuowane w miejscowości Kleinmühlingen, położonej w gminie Bördeland, w kraju związkowym Saksonia-Anhalt w Niemczech.

## Opis
Muzeum na powierzchni 230 m² udostępnia ponad 10 000 eksponatów związanych z Wyścigiem Pokoju organizowanym w latach 1948–2006. W muzeum znajdują się eksponaty podarowane przez kolarzy. Swoje trofea jak rowery, koszulki, autografy, zdjęcia, plakaty, literaturę rowerową, znaczki pocztowe i FDC, a także eksponaty związane z kolarstwem regionalnym podarowali m.in. kolarze: Gustav-Adolf Schur, Uwe Ampler, Jürgen Barth, Andreas Petermann, Olaf Ludwig i Steffen Wesemann. Muzeum posiada m.in. żółtą koszulkę lidera wyścigu Gustava-Adolfa Schura z 1955, rower Diamant z 1937 roku, na którym Edgar Schatz z Halle został pierwszym mistrzem kolarskim NRD w wyścigu szosowym w 1950 roku. Eksponowany jest rower do jazdy na czas Olafa Ludwiga z 1980 roku, a także dwa ergometry, na których Jan Ullrich trenował w Rostocku jako 16-latek.

## Historia
Ekspozycja muzeum stworzona została dzięki eksponatom z kolekcji Horsta Schäfera mieszkającego w Kleinmühlingen i udostępniona została od 2002 roku w mini-muzeum, najpierw ulokowanym w garażu, a następnie w większych pomieszczeniach urządzonych w byłej stodole. Ponieważ osiągnięto limit dostępnego miejsca, a także dlatego, że wielu zwiedzających przekazywało muzeum własne pamiątki, gmina i stowarzyszenie zaczęły planować budowę nowego muzeum.  Kamień węgielny wmurowano w 2005, a otwarcie nastąpiło w 2007 roku. Oficjalnym zarządzającym muzeum jest stowarzyszenie Verein für Radfreizeit, Radsportgeschichte und Friedensfahrt e.V. Wiele prac wykonano we własnym zakresie, a kolarz Gustav-Adolf Schur poprosił przyjaciół, aby zamiast prezentów urodzinowych dotowali muzeum. Podczas otwarcia muzeum, oprócz Gustava-Adolfa Schura obecni byli także dawni kolarze Klaus Ampler, Detlef Zabel i Thomas Barth, a także dziennikarz sportowy Heinz Florian Oertel.